# Miesztuny
Miesztuny (biał. Мештуны; ros. Мештуны) – wieś na Białorusi, w obwodzie grodzieńskim, w rejonie wołkowyskim, w sielsowiecie Werejki.
W dwudziestoleciu międzywojennym leżały w Polsce, w województwie białostockim, w powiecie grodzieńskim, w gminie Gudziewicze.
Według Powszechnego Spisu Ludności z 1921 roku wieś zamieszkiwało 313 osób, 189 było wyznania rzymskokatolickiego a 124 prawosławnego. Wszyscy mieszkańcy zadeklarowali polską przynależność narodową. Było tu 58 budynków mieszkalnych.
Miejscowość należała do parafii rzymskokatolickiej w Repli i parafii prawosławnej w Gudziewiczach.
Podlegała pod Sąd Grodzki w Indurze i Okręgowy w Grodnie; właściwy urząd pocztowy mieścił się w Gudziewiczach.